# Courtney Alexander
Courtney Jason Alexander (ur. 22 kwietnia 1977 w Bridgeport) – amerykański koszykarz, występujący na pozycji rzucającego obrońcy.

## Osiągnięcia
Na podstawie, o ile nie zaznaczono inaczej.
NCAA
- Uczestnik turnieju NCAA (1997, 2000)
- Mistrz turnieju konferencji Western Athletic (WAC – 2000)
- Zawodnik roku konferencji WAC (2000)[2]
- MVP turnieju WAC (2000)
- Lider strzelców NCAA Division I (2000)[3]
- Zaliczony do:
  - I składu:
    - All-WAC (1999, 2000)
    - najlepszych pierwszorocznych zawodników ACC (1996)
    - turnieju WAC (2000)

  - II składu All-American (2000)

NBA
- Zaliczony do II składu debiutantów NBA (2001)[4]
- Debiutant miesiąca (kwiecień 2001)